# Église Saint-Martin-et-Saint-Blaise de Soudeilles
L'église Saint-Martin-et-Saint-Blaise est une église catholique située à Soudeilles, dans le département français de la Corrèze.

## Historique
L'édifice est classé au titre des monuments historiques en 1917.